# گورستان کوه چشمه اسد ۳
گورستان کوه چشمه اسد ۳ مربوط به دوره هخامنشی - دوره اشکانیان است و در شهرستان کوهرنگ، بخش مرکزی، دهستان شوراب تنگزی، ۶ کیلومتری جنوب و جنوب شرق چلگرد به خط مستقیم، کوه مشرف به روستای چشمه اسد واقع شده و این اثر در تاریخ ۲۷ اسفند ۱۳۸۷ با شمارهٔ ثبت ۲۶۲۹۹ به‌عنوان یکی از آثار ملی ایران به ثبت رسیده است.